# Hans Cramer
Hans Cramer (Minden, 13 juli 1896 - Hausberge, 28 oktober 1968) was een Duitse officier en General der Panzertruppe tijdens de Tweede Wereldoorlog. Hij was de laatste bevelhebber van het Afrikakorps.

## Leven
De langstzittende officier in het Minden-regiment en de auteur van verschillende boeken van het regiment, Alfred Cramer, was zijn vader.
Cramer zat in het Pruisisch cadettenkorps.

### Eerste Wereldoorlog
Op 10 augustus 1914, kort na de uitbraak van de Eerste Wereldoorlog, trad Cramer als Fähnrich in dienst van het Pruisische leger. Hij werd geplaatst bij het Infanterie-Regiment „Prinz Friedrich der Niederlande“ (2. Westfälisches) Nr. 15. In de herfst van 1914 werd hij ingezet aan het westfront. Op 25 december 1914 werd hij bevorderd tot Leutnant. Vanaf 22 augustus 1915 was Cramer compagniecommandant in het Infanterie-Regiment „Prinz Friedrich der Niederlande“ (2. Westfälisches) Nr. 15. Hierna was hij vanaf 4 maart 1916 bataljonsadjudant van zijn regiment. Hij werd overgeplaatst naar het 6. Westfälisches Infanterie-Regiment "Graf Bülow von Dennewitz" Nr. 55. Van 5 juli 1918 tot 8 augustus 1918 was Cramer commandant van een MG-compagnie in het 6. Westfälisches Infanterie-Regiment "Graf Bülow von Dennewitz" Nr. 55. Op 8 augustus 1918 raakte hij in Brits krijgsgevangenschap. Hij werd vrijgelaten op 15 april 1919.

### Interbellum
Na zijn vrijlating uit krijgsgevangenschap, werd Cramer op 15 april 1919 opgenomen in de Reichswehr. Hij kwam in het 100.000 man sterke Reichsheer van de Reichswehr, en werd geplaatst bij het Reichswehr-Infanterie-Regiment 14. Van 1 oktober 1920 tot 1 januari 1923 was hij compagniecommandant in het 18. Infanterie-Regiment  (18e infanterieregiment). Na te zijn overgeplaatst in het voorjaar van 1924 naar het opleidingseskadron, werd hij op 1 april 1925 bevorderd tot Oberleutnant. In 1924 werd hij ingezet bij het Ausbildungs-Eskadron in Hannover. In het voorjaar van 1927 werd Cramer geplaatst bij het 3e Eskadron in Lüneburg. In december 1927 werd hij overgeplaatst naar de staf van de 5e divisie van de Reichswehr om aan een Führergehilfenausbildung opgeleid te worden. Op 1 oktober 1929 werd Cramer weer overgeplaatst naar het 13. (Preuß.) Reiter-Regiment. In het voorjaar van 1930 werd hij ingezet bij het Ausbildungs-Eskadron. Cramer werd op 1 februari 1931 bevorderd tot Rittmeister. Als gevolg van zijn bevordering tot Rittmeister, werd Cramer benoemd tot Eskardonschef. Op 1 juli 1933 werd hij geplaatst in de staf van de 1. Kavallerie-Division  (1e Cavaleriedivisie). Van 15 juli 1934 tot 24 november 1938 was Cramer instructeur aan de cavalerieschool. Daar werd hij op 1 januari 1936 bevorderd tot Major. In de herfst van 1938 werd hij tot commandant benoemd van de Kavallerie-Lehr- und Versuchs-Abteilung. Als commandant van de cavalerieschool, werd hij op 1 februari 1939 bevorderd tot Oberstleutnant.

### Tweede Wereldoorlog
Tijdens de mobilisatie, nam Cramer op 26 augustus 1939 de Aufklärungs-Lehr-Abteilung over. Met deze eenheid nam hij deel aan de Poolse Veldtocht. Voor zijn inzet tijdens de Poolse Veldtocht, werd hij onderscheiden met de beide klassen van het Herhalingsgesp bij IJzeren Kruis 1939. Hij stond ook aan het hoofd van de Abteilung tijdens de slag om Frankrijk. Op 1 november 1940 gaf hij het commando weer af, en werd voor de opleiding tot commandant van een Panzer-Regiment  (pantserregiment) overgeplaatst naar de 10. Panzer-Division (10e Pantserdivisie). Vanaf 25 maart 1941 tot 16 juni 1941 was hij commandant van het Panzer-Regiment 8  (8e Pantserregiment) van de 15. Panzer-Division  (15e Pantserdivisie). Vervolgens bereidde hij zijn regiment op de inzet in Afrika voor. In april 1941 werd zijn eenheid als onderdeel van het DAK  (Afrikakorps) verplaatst naar Afrika. Op 16 juni 1941 moest hij zijn commando afgeven vanwege een verwonding, en werd gebracht naar een veldhospitaal. Daar ontving hij het Ridderkruis van het IJzeren Kruis voor zijn successen in de slag om Sollum op 27 juni 1941. Midden september 1941 kon hij weer het commando over het 8e Pantserregiment overnemen, en werd op 1 oktober 1941 bevorderd tot Oberst. Op 5 maart 1942 werd Cramer onderscheiden met het Duitse Kruis in goud. Vanaf 1 april 1942 werd hij benoemd tot stafchef van de General der Schnellen Truppen in de staf van het Oberkommando des Heeres (OKH), en gelijktijdig bevorderd tot Generalmajor. Op 1 september 1942 werd Cramer belast met de waarneming van de functie van General der Schnellen Truppen bij de opperbevelhebber van de Heer. Op 1 november 1942 werd hij mit der stellvertretende Führung beauftragt (m.d.st.F.b.)  (vrije vertaling: met het plaatsvervangend leiderschap belast) van het XXXXVIII. Panzerkorps  (48e Pantserkorps). Op 22 januari 1943 werd Cramer bevorderd tot Generalleutnant, en belast met leiding over het Generalkommando z.B.V. Cramer (Korps z.b.V. Cramer). Op 10 februari 1943 gaf hij het commando weer af aan generaal Erhard Raus, en werd geplaatst in het Führerreserve (OKH). Op 28 februari 1943 werd Cramer belast met leiding (m. d. F. b.)  over het DAK. Daarna keerde hij op 13 maart 1943 weer terug als bevelhebber en bevelvoerend-generaal van het Afrikakorps. Hierna werd hij op 1 mei 1943 bevorderd tot General der Panzertruppe. Op 12 mei 1943 capituleerde het korps, en raakte Cramer in Brits krijgsgevangenschap.
Krijgsgevangenschap

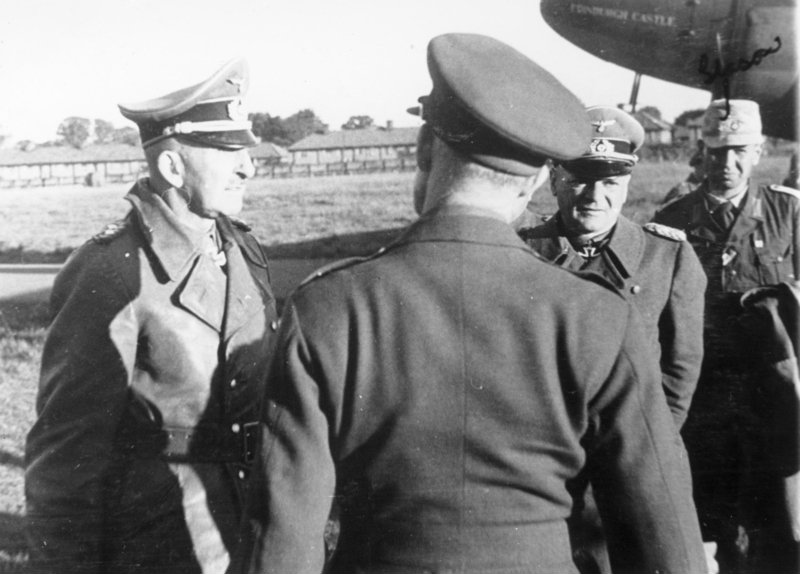
Generaloberst Hans-Jürgen von Arnim (links) en General der Panzertruppe Hans Cramer (midden) bij hun aankomst in Engeland, 16 mei 1943.

Van 16 mei 1943 tot 22 februari 1944 was Cramer geïnterneerd in het generaalskamp Trent Park. In mei 1944 werd Cramer vanwege zijn astma door de Britten tijdens uitwisseling van gevangenen vrijgelaten. Hij was al eerder op de hoogte gebracht van een aanstaande landing door de geallieerden op de kust van Calais. Deze informatie zou hij natuurlijk bij zijn terugkeer aan de Duitse militaire leiding melden. Cramer werd voor deze geallieerde misleidende manoeuvre (Operatie Fortitude) zelfs voor het diner ontvangen door de Amerikaanse generaal George S. Patton. Die zou de Amerikaanse troepen leiden die op het Europese vasteland zouden landen.
Terugkeer
Na zijn terugkeer meldde Cramer persoonlijk zich bij Hitler, die daardoor werd gesterkt in zijn overtuiging dat de geallieerden in het gebied rond Calais zouden landen. Op 9 juni 1944 werd hij als General z.b.V.  (generaal speciaal gebruik) geplaatst in de Panzergruppe West. Cramer kreeg geen nieuwe commando, maar stond in verbinding met Erwin Rommel. Als voormalig krijgsgevangene werd hij verdacht van medeplichtigheid van de moordaanslag op 20 juli 1944, en werd hij van 26 juli tot 5 augustus 1944 verhoord in de Gestapo-gevangenis aan de Prinz-Albrecht-Strasse in Berlijn. Aansluitend kwam hij  in een subkamp van het concentratiekamp Ravensbrück, en werd op 14 september 1944 ontslagen uit de Wehrmacht. Eind september 1944 werd Cramer naar het Berlijnse Charité gebracht. Vanaf 24 september 1944 stond hij onder huisarrest. In mei 1945 raakte hij weer in krijgsgevangenschap. Van mei 1945 tot 15 februari 1946 was hij door de Britten benoemd als opperbevelhebber van alle in Holstein aanwezig gevangengenomen Duitse troepen (Wehrmachtstab Nord).
Karakter
Evaluatie van zijn karakter op 8 april 1942: 'onberispelijk, beheerst karakter. Expert, rustig type. Legt zijn wil op. Vooruitkijkend met een zeer goed tactisch gevoel en vaardigheid. Committeert zich onvermoeibaar tegen de vijand. Een bovengemiddelde regimentscommandant.' CSDIC (Combined Services Detailed Interrogation Centre) (UK) mening: 'een oude cavalerie-man die met geweld was gemotoriseerd. Genoot van tankgevechten in Noord-Afrika, herhaaldelijk benadrukkend dat een 'echte'-soldaat eervol vocht, zoals in Noord-Afrika, in tegenstelling tot de oorlog in Rusland. De collega's van Cramer beschouwden hem als incompetent. Door de Britten beoordeeld als 'antinazi' en een pro-monarchist voor het herstel van het keizerrijk onder Rupprecht van Beieren, Cramer bracht het grootste deel van zijn tijd in Trent Park door alleen in zijn kamer, vermoedelijk vanwege zijn ernstige astma.'

## Na de oorlog
Over het verdere verloop van zijn leven is niets bekend. Op 28 oktober 1968 overleed hij in Hausberge.

## Militaire carrière
- General der Panzertruppe: 1 mei 1943[3][5][8][9]
- Generalleutnant: 22 januari 1943[2][3][5][9]
- Generalmajor: 1 november 1942[2][3][5][8][9]
- Oberst: 1 oktober 1941[2][3][5][8]
- Oberstleutnant: 1 februari 1939[2][3][8]
- Major: 1 januari 1936[3][8]
- Rittmeister: 1 februari 1931[3][8]
- Oberleutnant: 1 april 1925[8] - 31 juli 1925[3]
- Leutnant: 25 december 1914[3][8]
- Fähnrich: 10 augustus 1914[3][8]

## Onderscheidingen
- Ridderkruis van het IJzeren Kruis op 27 juni 1941 als Oberstleutnant en Commandant van 8e Pantserregiment in het DAK[1][3][5][8][9][10]
- Duitse Kruis in goud op 5 maart 1942 als Oberst in het 8e Pantserregiment[1][3][8][9][10]
- IJzeren Kruis 1914, 1e Klasse[3][10][11] en 2e Klasse[3][5][10][11]
- Herhalingsgesp bij IJzeren Kruis 1939, 1e Klasse[8] (3 oktober 1939[3][10]) en 2e Klasse[8] (19 september 1939[3][10])
- Mouwband Afrika[3]
- Dienstonderscheiding van Leger en Marine, 1e Klasse (25 dienstjaren)[10] op 10 augustus 1939[3]
- Kruis voor Oorlogsverdienste (Lippe)[3][10][11]
- Kriegsehrenkreuz für heldenmütige Tat (Lippe)[3][11]
- Commandeur in de Koloniale Orde van de Ster van Italië op 7 mei 1942[3][10]
- Gewondeninsigne 1918 in mat wit[11] op 1 juni 1919[3]
- Erekruis voor Frontstrijders in de Wereldoorlog[3][10]
- Panzerkampfabzeichen in zilver op 4 oktober 1941[3][10]
- Kruis voor Trouwe Dienst (Schaumburg Lippe)[3][11]